# إيميلي سانت جون مانديل
إيميلي سانت جون مانديل (بالإنجليزية: Emily St. John Mandel) (و. 1979 – م) هي روائية، وكاتِبة، وكاتبة خيال علمي من كندا. ولدت في كولومبيا البريطانية.

## جوائز
حصلت على جوائز منها:
- جائزة آرثر سي كلارك (2015).